# Voorzitter van de Commissie voor Openbare Orde en Veiligheid (Japan)
De voorzitter van de Commissie voor Openbare Orde en Veiligheid is het hoofd van het Japans agentschap die verantwoordelijk is voor de politie en de openbare veiligheid. De voorzitter maakt deeluit van het kabinet met de positie van een minister zonder portefeuille en heeft ministeriële verantwoordelijkheid.

## Voorzitters van de Commissie voor Openbare Orde en Veiligheid (1982–heden)
| Voorzitter van de Commissie voor Openbare Orde en Veiligheid 国家公安委員会委員長 | Voorzitter van de Commissie voor Openbare Orde en Veiligheid 国家公安委員会委員長 | Voorzitter van de Commissie voor Openbare Orde en Veiligheid 国家公安委員会委員長 | Ambtstermijn                          | Ambtstermijn      | Partij(en)               | Premier(s)                    | Kabinet(en)  |
| --------------------------------------------------------------------------------- | --------------------------------------------------------------------------------- | --------------------------------------------------------------------------------- | ------------------------------------- | ----------------- | ------------------------ | ----------------------------- | ------------ |
|                                                                                   |                                                                                   | Yukio Yamamoto 山本幸雄 (1911–2007)                                               | 27 november 1982                      | 27 december 1983  | LDP                      | Yasuhiro Nakasone (1983–1987) | Nakasone I   |
|                                                                                   |                                                                                   | Seiichi Tagawa 田川誠一 (1918–2009)                                               | 27 december 1983                      | 1 november 1984   | NLC                      | Yasuhiro Nakasone (1983–1987) | Nakasone II  |
|                                                                                   |                                                                                   | Toru Furuya 古屋亨 (1909–1991)                                                    | 1 november 1984                       | 28 december 1985  | LDP                      | Yasuhiro Nakasone (1983–1987) | Nakasone II  |
|                                                                                   | Ichiro Ozawa                                                                      | Ichiro Ozawa 小沢一郎 (1942)                                                      | 28 december 1985                      | 22 juli 1986      | LDP                      | Yasuhiro Nakasone (1983–1987) | Nakasone II  |
|                                                                                   |                                                                                   | Nobuyuki Hari 葉梨信行 (1928–2021)                                                | 22 juli 1986                          | 6 november 1987   | LDP                      | Yasuhiro Nakasone (1983–1987) | Nakasone III |
|                                                                                   | Seiroku Kajiyama                                                                  | Seiroku Kajiyama 梶山静六 (1926–2000)                                             | 6 november 1987                       | 28 december 1988  | LDP                      | Noboru Takeshita (1987–1989)  | Takeshita    |
|                                                                                   |                                                                                   | Shigenobu Sakano 坂野重信 (1917–2002)                                             | 28 december 1988                      | 10 augustus 1989  | LDP                      | Noboru Takeshita (1987–1989)  | Takeshita    |
| LDP                                                                               | Sosuke Uno (1989)                                                                 | Shigenobu Sakano 坂野重信 (1917–2002)                                             | 28 december 1988                      | 10 augustus 1989  | Uno                      |                               |              |
|                                                                                   | Kozo Watanabe                                                                     | Kozo Watanabe 渡部恒三 (1932–2020)                                                | 10 augustus 1989                      | 28 februari 1990  | LDP                      | Toshiki Kaifu (1989–1991)     | Kaifu I      |
|                                                                                   |                                                                                   | Okuda Yoshikazu 奥田敬和 (1927–1998)                                              | 28 februari 1990                      | 30 december 1990  | LDP                      | Toshiki Kaifu (1989–1991)     | Kaifu II     |
|                                                                                   |                                                                                   | Shin Suita 吹田愰 (1927–2017)                                                     | 28 februari 1990                      | 5 november 1991   | LDP                      | Toshiki Kaifu (1989–1991)     | Kaifu II     |
|                                                                                   | Masajuro Shiokawa                                                                 | Masajuro Shiokawa 塩川正十郎 (1921–2015)                                          | 5 november 1991                       | 12 december 1992  | LDP                      | Kiichi Miyazawa (1991–1993)   | Miyazawa     |
|                                                                                   | Keijiro Murata                                                                    | Keijiro Murata 村田敬次郎 (1924–2003)                                             | 12 december 1992                      | 9 augustus 1993   | LDP                      | Kiichi Miyazawa (1991–1993)   | Miyazawa     |
|                                                                                   |                                                                                   | Mitsuki Sato 佐藤観樹 (1942)                                                      | 9 augustus 1993                       | 28 april 1994     | JSP                      | Morihiro Hosokawa (1993–1994) | Hosokawa     |
|                                                                                   | Hajime Ishii                                                                      | Hajime Ishii 石井一 (1934–2002)                                                   | 28 april 1994                         | 30 juni 1994      | JRP                      | Tsutomu Hata (1994)           | Hata         |
|                                                                                   | Hiromu Nonaka                                                                     | Hiromu Nonaka 野中廣務 (1925–2018)                                                | 30 juni 1994                          | 8 augustus 1995   | LDP                      | Tomiichi Murayama (1994–1996) | Murayama     |
|                                                                                   | Takashi Fukaya                                                                    | Takashi Fukaya 深谷隆司 (1935)                                                    | 8 augustus 1995                       | 11 januari 1996   | LDP                      | Tomiichi Murayama (1994–1996) | Murayama     |
|                                                                                   |                                                                                   | Hiroyuki Kurata 倉田寛之 (1938–2020)                                              | 11 januari 1996                       | 6 november 1996   | LDP                      | Ryutaro Hashimoto (1996–1998) | Hashimoto I  |
|                                                                                   | Katsuhiko Shirakawa                                                               | Katsuhiko Shirakawa 白川勝彦 (1945–2019)                                          | 6 november 1996                       | 11 september 1997 | LDP                      | Ryutaro Hashimoto (1996–1998) | Hashimoto II |
|                                                                                   | Mitsuhiro Uesugi                                                                  | Mitsuhiro Uesugi 上杉光弘 (1942)                                                  | 11 september 1997                     | 30 juli 1998      | LDP                      | Ryutaro Hashimoto (1996–1998) | Hashimoto II |
|                                                                                   | Mamoru Nishida                                                                    | Mamoru Nishida 西田司 (1928–2014)                                                 | 30 juli 1998                          | 15 januari 1999   | LDP                      | Keizo Obuchi (1998–2000)      | Obuchi       |
|                                                                                   | Takeshi Noda                                                                      | Takeshi Noda 野田毅 (1941)                                                        | 15 januari 1999                       | 5 oktober 1999    | LP                       | Keizo Obuchi (1998–2000)      | Obuchi       |
|                                                                                   | Kosuke Hori                                                                       | Kosuke Hori 保利耕輔 (1934)                                                       | 5 oktober 1999                        | 5 juli 2000       | LDP                      | Keizo Obuchi (1998–2000)      | Obuchi       |
| LDP                                                                               | Kosuke Hori                                                                       | Kosuke Hori 保利耕輔 (1934)                                                       | 5 oktober 1999                        | 5 juli 2000       | Mikio Aoki (2000)        |                               | Obuchi       |
| LDP                                                                               | Kosuke Hori                                                                       | Kosuke Hori 保利耕輔 (1934)                                                       | 5 oktober 1999                        | 5 juli 2000       | Yoshiro Mori (2000–2001) | Mori I                        |              |
|                                                                                   | Mamoru Nishida                                                                    | Mamoru Nishida 西田司 (1928–2014)                                                 | 5 juli 2000                           | 5 december 2000   | Yoshiro Mori (2000–2001) | LDP                           | Mori II      |
|                                                                                   | Bunmei Ibuki                                                                      | Bunmei Ibuki 伊吹 文明 (1938)                                                     | 5 december 2000                       | 26 april 2001     | Yoshiro Mori (2000–2001) | LDP                           | Mori II      |
|                                                                                   | Jin Murai                                                                         | Jin Murai 村井仁 (1937)                                                           | 26 april 2001                         | 30 september 2002 | LDP                      | Junichiro Koizumi (2001–2006) | Koizumi I    |
|                                                                                   | Sadakazu Tanigaki                                                                 | Sadakazu Tanigaki 谷垣禎一 (1945)                                                 | 30 september 2002                     | 22 september 2003 | LDP                      | Junichiro Koizumi (2001–2006) | Koizumi I    |
|                                                                                   | Kiyoko Ono                                                                        | Kiyoko Ono 小野清子 (1936–2021)                                                   | 22 september 2003                     | 27 september 2004 | LDP                      | Junichiro Koizumi (2001–2006) | Koizumi I    |
| LDP                                                                               | Kiyoko Ono                                                                        | Kiyoko Ono 小野清子 (1936–2021)                                                   | 22 september 2003                     | 27 september 2004 | Koizumi II               | Junichiro Koizumi (2001–2006) |              |
|                                                                                   | Yoshitaka Murata                                                                  | Yoshitaka Murata 村田吉隆 (1944)                                                  | 27 september 2004                     | 31 oktober 2005   | Koizumi II               | Junichiro Koizumi (2001–2006) | LDP          |
| LDP                                                                               | Yoshitaka Murata                                                                  | Yoshitaka Murata 村田吉隆 (1944)                                                  | 27 september 2004                     | 31 oktober 2005   | Koizumi III              | Junichiro Koizumi (2001–2006) |              |
|                                                                                   | Tetsuo Kutsukake                                                                  | Tetsuo Kutsukake 沓掛哲男 (1929)                                                  | 31 oktober 2005                       | 26 september 2006 | Koizumi III              | Junichiro Koizumi (2001–2006) | LDP          |
|                                                                                   | Kensei Mizote                                                                     | Kensei Mizote 溝手顕正 (1942)                                                     | 26 september 2006                     | 27 augustus 2007  | LDP                      | Shinzo Abe (2006–2007)        | Abe I        |
|                                                                                   | Shinya Izumi                                                                      | Shinya Izumi 泉信也 (1937)                                                        | 27 augustus 2007                      | 1 augustus 2008   | LDP                      | Shinzo Abe (2006–2007)        | Abe I        |
| LDP                                                                               | Shinya Izumi                                                                      | Shinya Izumi 泉信也 (1937)                                                        | 27 augustus 2007                      | 1 augustus 2008   | Yasuo Fukuda (2007–2008) | Y. Fukuda                     |              |
|                                                                                   | Motoo Hayashi                                                                     | Motoo Hayashi 林幹雄 (1947)                                                       | 1 augustus 2008                       | 24 september 2008 | Yasuo Fukuda (2007–2008) | Y. Fukuda                     | LDP          |
|                                                                                   | Tsutomu Sato                                                                      | Tsutomu Sato 佐藤勉 (1952)                                                        | 24 september 2008                     | 1 juli 2009       | LDP                      | Taro Aso (2008–2009)          | Aso          |
|                                                                                   | Motoo Hayashi                                                                     | Motoo Hayashi 林幹雄 (1947)                                                       | 1 juli 2009                           | 16 september 2009 | LDP                      | Taro Aso (2008–2009)          | Aso          |
|                                                                                   | Hiroshi Nakai                                                                     | Hiroshi Nakai 中井洽 (1942–2017)                                                  | 16 september 2009                     | 17 september 2010 | DP                       | Yukio Hatoyama (2009–2010)    | Y. Hatoyama  |
| Naoto Kan (2010–2011)                                                             | Hiroshi Nakai                                                                     | Hiroshi Nakai 中井洽 (1942–2017)                                                  | 16 september 2009                     | 17 september 2010 | DP                       | Kan                           |              |
| Naoto Kan (2010–2011)                                                             |                                                                                   | Tomiko Okazaki                                                                    | Tomiko Okazaki 岡崎トミ子 (1944–2017) | 17 september 2010 | 15 januari 2011          | Kan                           | DP           |
| Naoto Kan (2010–2011)                                                             |                                                                                   | Kansei Nakano                                                                     | Kansei Nakano 中野 寛成 (1940)        | 15 januari 2011   | 1 september 2011         | Kan                           | DP           |
|                                                                                   | Kenji Yamaoka                                                                     | Kenji Yamaoka 山岡賢次 (1943)                                                     | 1 september 2011                      | 12 januari 2012   | DP                       | Yoshihiko Noda (2011–2012)    | Noda         |
|                                                                                   | Jin Matsubara                                                                     | Jin Matsubara 松原仁 (1956)                                                       | 12 januari 2012                       | 1 oktober 2012    | DP                       | Yoshihiko Noda (2011–2012)    | Noda         |
|                                                                                   | Tadamasa Kodaira                                                                  | Tadamasa Kodaira 小平忠正 (1942)                                                  | 1 oktober 2012                        | 26 december 2012  | DP                       | Yoshihiko Noda (2011–2012)    | Noda         |
|                                                                                   | Keiji Furuya                                                                      | Keiji Furuya 古屋圭司 (1952)                                                      | 26 december 2012                      | 3 september 2014  | LDP                      | Shinzo Abe (2012–2020)        | Abe II       |
|                                                                                   | Eriko Yamatani                                                                    | Eriko Yamatani 山谷えり子 (1950)                                                  | 3 september 2014                      | 7 oktober 2015    | LDP                      | Shinzo Abe (2012–2020)        | Abe II       |
| LDP                                                                               | Eriko Yamatani                                                                    | Eriko Yamatani 山谷えり子 (1950)                                                  | 3 september 2014                      | 7 oktober 2015    | Abe III                  | Shinzo Abe (2012–2020)        |              |
|                                                                                   | Taro Kono                                                                         | Taro Kono 河野太郎 (1963)                                                         | 7 oktober 2015                        | 3 augustus 2016   | Abe III                  | Shinzo Abe (2012–2020)        | LDP          |
|                                                                                   | Jun Matsumoto                                                                     | Jun Matsumoto 松本純 (1950)                                                       | 3 augustus 2016                       | 3 augustus 2017   | Abe III                  | Shinzo Abe (2012–2020)        | LDP          |
|                                                                                   | Hachiro Okonogi                                                                   | Hachiro Okonogi 小此木八郎 (1965)                                                 | 3 augustus 2017                       | 1 oktober 2018    | Abe III                  | Shinzo Abe (2012–2020)        | LDP          |
| LDP                                                                               | Hachiro Okonogi                                                                   | Hachiro Okonogi 小此木八郎 (1965)                                                 | 3 augustus 2017                       | 1 oktober 2018    | Abe IV                   | Shinzo Abe (2012–2020)        |              |
|                                                                                   | Junzo Yamamoto                                                                    | Junzo Yamamoto 山本順三 (1954)                                                    | 1 oktober 2018                        | 11 september 2019 | Abe IV                   | Shinzo Abe (2012–2020)        | LDP          |
|                                                                                   | Ryota Takeda                                                                      | Ryota Takeda 武田良太 (1968)                                                      | 11 september 2019                     | 16 september 2020 | Abe IV                   | Shinzo Abe (2012–2020)        | LDP          |
|                                                                                   | Hachiro Okonogi                                                                   | Hachiro Okonogi 小此木八郎 (1965)                                                 | 16 september 2020                     | 25 juni 2021      | LDP                      | Yoshihide Suga (2020–2021)    | Suga         |
|                                                                                   | Yasufumi Tanahashi                                                                | Yasufumi Tanahashi 棚橋泰文 (1963)                                                | 25 juni 2021                          | 4 oktober 2021    | LDP                      | Yoshihide Suga (2020–2021)    | Suga         |
|                                                                                   | Satoshi Ninoyu                                                                    | Satoshi Ninoyu 二之湯智 (1944)                                                    | 4 oktober 2021                        | 10 augustus 2022  | LDP                      | Fumio Kishida (2021–heden)    | Kishida I    |
| Kishida I                                                                         | Satoshi Ninoyu                                                                    | Satoshi Ninoyu 二之湯智 (1944)                                                    | 4 oktober 2021                        | 10 augustus 2022  | LDP                      | Fumio Kishida (2021–heden)    |              |
|                                                                                   | Kouichi Tani                                                                      | Kouichi Tani 谷公一 (1952)                                                        | 10 augustus 2022                      | 13 september 2023 | LDP                      | Fumio Kishida (2021–heden)    |              |
|                                                                                   | Yoshifumi Matsumura                                                               | Yoshifumi Matsumura 松村祥史 (1964)                                               | 13 september 2023                     | heden             | LDP                      | Fumio Kishida (2021–heden)    |              |